# Nationalドキュメンタリー特集
『Nationalドキュメンタリー特集』（ナショナルドキュメンタリーとくしゅう）は、1982年4月2日から1983年9月30日まで日本テレビ系列局で放送されていた日本テレビ製作のドキュメンタリー番組である。松下電器グループ（現在：パナソニックグループ）一社提供。放送時間は毎週金曜22:00 - 22:54 （日本標準時）。

## 概要
「人と歴史」「人と現代」「人と自然」「人と未来」の4つのテーマに基づき、世界各地で取材・収録してきた映像を放送していた番組。
スポンサーの変更に伴い、番組は1年半で同タイトルでの放送を終了。1983年10月からは『SEIKOワールドドキュメント』と題して放送されていた。松下電器グループはその後しばらく日本テレビで一社提供番組を持っていなかったが、1年後の1984年10月に日曜11:00枠でスタートした『徳光和夫のTVフォーラム』で一社提供を再開した。

## ナレーター
- 中田浩二
- 城達也
- 江守徹
- 愛川欽也
- 政宗一成：エンディングの提供読みを担当。

## 大晦日スペシャル
1982年12月31日（金）22:00 - 23:19には大晦日スペシャルとして『Nationalドキュメンタリー特集 特別企画 21世紀の未来ビジョン 日本が劇場国家を脱するために』を放送。直前枠の『ウルトラクイズ 史上最大の敗者復活戦』（18:30 - 21:48）とともに、日本テレビ開局30周年記念番組として放送された。
この回では「日本は今21世紀にむかってシナリオを必要としている。しかしほんとうにそれをつくれるのか」をテーマとし、矢野暢（当時京都大学教授）をコメンテーターに迎えて行われた。

### 出演者
- 矢野暢（京都大学教授）
- 山本七平（山本書店店主）
- 梅原猛（京都市立芸術大学教授）
- 奈良本辰也（歴史学者）
- 福井謙一（1981年度ノーベル化学賞受賞者）
- 永井道夫（国際連合大学）
- 江崎玲於奈（1973年度ノーベル物理学賞受賞者）
- 小堀雄一郎（東京大学教授）
- 坂本龍一（作曲家）
- 諸井誠（作曲家）
- 天谷直弘（経済評論家）
- 武山春雄（日本経済新聞常務取締役）
- 牛尾治朗（ウシオ電機会長）
- 15代千宗室（茶道裏千家家元）
- クリフォード・ギアツ（プリンストン高等研究所）
- スティック・ラメール
- オロフ・パルメ（スウェーデン首相）

参考：『読売新聞縮刷版』読売新聞社、1982年12月31日、1104 - 1105頁に掲載の番組宣伝広告より（福井謙一を除く）頁。